# Chełm (Środa Śląska)
Pour les articles homonymes, voir Chełm (homonymie).
Chełm est une localité polonaise de la gmina de Malczyce, située dans le powiat de Środa Śląska en voïvodie de Basse-Silésie.